# Hedwig av Polen
För prinsessan som levde 1408–1431, se Hedvig Jagellonica av Polen (1408–1431). För prinsessan som levde 1457–1502, se Hedvig Jagellonica.
Hedwig Jagellonica av Polen, född 1513, död 1573, var kurfurstinna av Brandenburg, gift 1535 med kurfurst Joakim II av Brandenburg.

## Biografi
Hedwig var dotter till kung Sigismund I av Polen och Barbara Zápolya.
Hedwig övervägdes som brud till Sveriges kung Gustav Vasa år 1526. Olaus Magnus skickades till Polen för att sköta förhandlingarna, och beskrev henne som vacker och vis. Hennes far förhindrade dock ett äktenskap eftersom han ogillade Gustav Vasas dåliga förhållande till katolska kyrkan.
År 1535 arrangerades dock ändå ett äktenskap med en protestant, kurfurst Joakim II av Brandenburg. I äktenskapskontraktet garanterades Hedwig att få behålla sin egen tro och ta med sig en katolsk präst från Polen.
Hedwig ogillades av sin svärmor, änkekurfurstinnan Elisabet, på grund av sin tro och för att hon inte kunde tala tyska. Relationen med Joakim blev aldrig nära på grund av den språkliga och religiösa barriären. År 1551 skadade Hedwig sin rygg och bröt sitt lår då ett golv i en jaktstuga gav vika, vilket invalidiserade henne permanent. Detta avslutade förhållandet till maken, som öppet behandlade sin mätress Anna Sydow som sin fru.
Joakim I avled 1571 och Hedwig fick då Ruppins slott som änkesäte, där hon levde sina sista år. Hon avled 1573.

## Familj
Hedwig fick följande barn i äktenskapet med Joakim I:
- Elisabeth Magdalena av Brandenburg (1537–1595), gift med hertig Franz Otto av Braunschweig-Lüneburg (1530–1559)
- Sigismund av Brandenburg (1538–1566), ärkebiskop av Magdeburg och biskop av Halberstadt
- Hedvig av Brandenburg (1540–1602), gift med hertig Julius av Braunschweig-Wolfenbüttel
- Sofia av Brandenburg (1541–1564), gift med Vilhelm av Rosenberg